# إدوارد إي. رايس (سياسي)
إدوارد إي. رايس هو محامي وقاضي وسياسي أمريكي، ولد في 8 فبراير 1820 في روسلفيل في الولايات المتحدة، وتوفي في 16 أبريل 1883 في هيلزبورو في الولايات المتحدة. نشط حزبياً في الحزب الديمقراطي. وقد انتخب عضو مجلس نواب إلينوي ‏ وانتخب عضو مجلس النواب الأمريكي ‏.